# Marmosa rubra
La marmosa colorada (Marmosa rubra) es una especie de marsupial didelfimorfo de la familia Didelphidae propia de la mitad oriental de Ecuador y cuadrante nororiental del Perú.